# Al Jefferson
«Big» Al Jefferson (4 de gener de 1985, Monticello, Mississipi) és un jugador de basquetbol dels Charlotte Bobcats de l'NBA. Amb 2,08 metres d'altura juga a la posició de pivot.
Seleccionat a la 15é posició del draft de l'any 2004, esdevé el primer llicenciat de la història dels Boston Celtics. Després d'una primera temporada sòlida per un jugador acabat de llicenciar, Al Jefferson es troba una segona temporada pertorbada per les lesions. No obstant això, els fans dels Celtics han pogut veure com Al Jefferson ha anat evolucionant al llarg dels anys. Durant la temporada 2006-2007, Al Jefferson marca 16 punts i agafa 11 rebots de mitjana per partit, cosa que li permet acabar la primera temporada amb un doble-doble. El 31 de juliol de 2007, va ser traspassat, junt amb Gerald Green, Sebastian Telfair, Ryan Gomes i Theo Ratliff, als Minnesota Timberwolves a canvi de Kevin Garnett. Amb la sortida de Kevin Garnett, Al Jefferson es converteix en el jugador franquícia dels Minnesota Timberwolves a canvi d'un gran contracte. El dia 13 de juliol de 2010, Jefferson va ser traspassat al Jazz de Utah per dues primeres rondes futures i Kosta Koufos. Des de la seva estada als Jazz, Big Al s'ha convertit en el jugador estrella dels Jazz, i porta el pes de l'equip per portar als Jazz novament a playoffs.